# Eule (Wappentier)

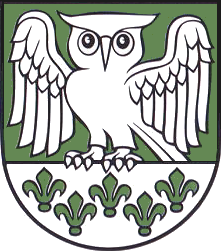
Eule im Wappen von Uhlstädt

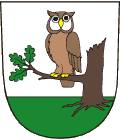
Eule in Jílové u Děčína (Eulau)

Wappen von Marktzeuln

Wenig stilisiert ist die Eule in der Heraldik ein relativ selten verwendetes Wappentier. Etwas natürlicher wird die Eule in Pöcking dargestellt, wo sie aus dem Wappen der Herwarths abgeleitet ist.   
Welches Tier im Wappen gezeigt wird, muss die Wappenbeschreibung klären. Schleiereule, Kauz und andere wie Uhu oder Schneeeule sind möglich. Beim letzteren Tier ergibt sich die Farbe aus dem Namen.
Die Eule wird auf beiden Beinen stehend und oft in einer leicht nach heraldisch rechtsgekehrten Haltung dargestellt. Als Symbol der Weisheit handelt es sich um eine gemeine Figur in der Wappenkunst (Heraldik). Schnabel und Beine werden meistens anders gefärbt. Die spitzen „Ohren“ (Federbüschel) sind hochgestellt oder seitlich abgespreizt. Die Eule sollte immer eine Sitzauflage haben. Im Wappen kann das Tier auch die Flügel ausgebreitet halten. Die Augen werden betont gezeichnet. Alle Haltungen sind nach Möglichkeit zu beschreiben (blasonieren). Teile des Wappentieres sind nicht gebräuchlich.
Der Athene wird die Eule als Attribut beigegeben.
In älterer Literatur wird das Wappentier mit Auff bezeichnet. In dieser Art ist es auch ein redendes Wappen der österreichischen Familie Auffenberg.